# Teodoro Schmidt
Teodoro Schmidt è un comune del Cile della provincia di Cautín nella Regione dell'Araucanía. Al censimento del 2002 possedeva una popolazione di 15.504 abitanti.

## Società

### Evoluzione demografica
| Censimento del 1992 | Censimento del 2002 | Censimento del 2017 |
| 15.028 ab.          | 15.504 ab.          | 15.045 ab.          |